# Diocesi catara di Concorezzo
La diocesi catara di Concorezzo è stata un'istituzione religiosa catara presente nella località brianzola di Concorezzo, nella provincia di Monza e della Brianza, dal XII al XIV secolo.

## Storia
La diocesi catara di Concorezzo è generalmente riconosciuta come la più grande chiesa catara locale che sia esistita nel medioevo e come tale è peraltro indicata sui cartelli segnaletici posti all'ingresso del territorio del comune brianzolo.
Insediatasi nella città e nel territorio di Concorezzo già dal secolo dodicesimo, giunse ad avere, secondo le stime degli autori antiereticali dell'epoca, fino a millecinquecento perfetti, ossia gli appartenenti a pieno titolo, che praticavano un'esistenza di rigorosa ascesi, ispirata ai principi della vita apostolica e della povertà evangelica, e che, avendo ricevuto il sacramento del consolamentum, si attenevano a una dieta vegetariana e ad una condotta casta. Come sempre, nel contesto delle comunità catare, ai perfetti occorre aggiungere i numerosi credenti ed uditori che si radunavano attorno ad essi.
Tra i più noti vescovi catari della diocesi concorezzese si enumerano, in successione, Garatto, Nazario e Desiderio. Di particolare importanza risulta Garatto, il primo vescovo cataro di Concorezzo, il cui episcopato cade sullo scorcio del secolo dodicesimo e i cui seguaci erano chiamati garattisti: egli ebbe infatti un ruolo fondamentale nel promuovere l'adesione della chiesa catara concorezzese ai principi del dualismo moderato, ossia del ramo dottrinale del catarismo che considerava Satana non come un'entità coeterna con Dio, bensì come una creatura ribelle che, volgendosi al male, produce il mondo materiale in cui furono incarcerate le creature angeliche che costituiscono le anime umane, prigioniere della corporeità e della sensualità e pertanto necessitanti una redenzione liberatrice. Il successore di Garatto, Nazario, continuò a professare la dottrina dualista moderata di origine bulgara e, sotto il suo episcopato, fu portato in Lombardia un testo bogomilo per noi fondamentale per la conoscenza delle dottrine catare e fortunatamente sopravvissuto: l'Interrogatio Iohannis.
A Nazario succedette, nel 1235, Desiderio, il suo "figlio maggiore" (così era chiamato nella chiesa catara il perfetto che coadiuvava un vescovo ed era destinato a succedergli al momento della morte). Egli ripudiò il dualismo moderato dei predecessori e l'utilizzo dell'Interrogatio Iohannis; inoltre si avvicinò dottrinalmente ad alcuni principi teologici cattolici, quali quello della consustanzialità di Cristo con il Padre e quello della reale incarnazione di Cristo, rifiutando così il consueto docetismo della fede catara.
La chiesa catara di Concorezzo si estinse infine nel secolo tredicesimo con l'abiura dell'ultimo vescovo di quella diocesi, ossia Daniele da Giussano.

## Rilievo storico
L'importanza storica della diocesi catara concorezzese fu assai vasta, perché costituì un momento fondamentale della storia religiosa lombarda e italiana del basso medioevo.
Con le vicende della chiesa catara concorezzese si ricollegano anche le vicissitudini del martirio di Pietro da Verona, il secondo santo dell'Ordine dei Predicatori (domenicani), il quale, dopo la conversione dal catarismo al cattolicesimo, divenne frate e inquisitore, suscitando lo sdegno e le ire di alcuni catari, che promossero la sua uccisione, in violazione della tradizionale nonviolenza professata e praticata dai membri di quella religione.